# Серенсен, Сергей Владимирович
Сергей Владимирович Серенсен (1905—1977) — советский учёный в области механики и организатор науки. Лауреат Сталинской премии. Академик АН УССР. 

## Биография
Родился 16 (29 августа) 1905 года в Хабаровске. Окончил Киевский политехнический институт (1926).
В 1926—1941 годах работал в Институте строительной механики АН УССР: старший научный сотрудник, с 1932 по 1940 год — директор Института), член-корреспондент АН УССР с 1936 года. Академик АН УССР (1939).
В 1941—1967 годах руководитель исследований циклической и термической прочности двигателей в ЦИАМ, начальник отдела прочности авиационных двигателей, в 1967—1977 годах работал в ИМаш имени А. А. Благонравова АН СССР.
В 1934—1941 годах преподавал в Киевском авиационном институте (профессор с 1938 года), в 1934—1977 годах — в МАТИ.
Научные труды по вопросам прочности и разрушения конструкций. Разработал критерии прочности металлов и несущей способности элементов конструкций на основе изучения их усталостных свойств в зависимости от характера напряженного состояния, его кинетики, температуры, условий подобия и возможности циклического разрушения.
Создал научную школу по прочности.
Вошёл в Первоначальный состав Национального комитета СССР по теоретической и прикладной механике (1956)
Почётный доктор наук Высшей технической школы в Праге (1965).
Умер 2 мая 1977 года. Похоронен в Москве на Введенском кладбище (участок № 22).

## Награды и премии
- Сталинская премия третьей степени (1949) — за исследования в области динамической прочности машин
- орден Ленина
- три орден Трудового Красного Знамени (в том числе 16.09.1945)
- орден «Знак Почёта»
- медали